# Thrill, Risk, Heartless
「Thrill, Risk, Heartless」（スリル・リスク・ハートレス）は、LiSAの楽曲で、「ID」に続く自身2作目の配信シングル。2018年1月9日にSACRA MUSICから配信された。

## 概要
表題曲は、PlayStation 4/Xbox One/Steam用ゲーム『ソードアート・オンライン フェイタル・バレット』の主題歌となっている。1月8日に幕張メッセで行われたライブイベント「DENGEKI 25th Anniversary DENGEKI MUSIC LIVE!! 2018」で初披露された。

## チャート成績
1月9日付の各配信ストアのデイリーチャートで1位を獲得。13thシングル「ASH」が記録した13冠を更新し、15冠を記録した。

## 収録曲
1. Thrill, Risk, Heartless [4:14]
  - 作詞：田淵智也、作曲：カヨコ、編曲：堀江晶太